# Эпидемия холеры в СССР (1970)
Эпидемия холеры в СССР 1970 года — крупнейшая вспышка заболеваемости холерой в СССР во время седьмой пандемии, затронувшая южные регионы страны.

## История

### Каспийский регион
Первые случаи холеры были выявлены в середине июля 1970 года в Батуми. 25 июля болезнь была зарегистрирована в Астрахани, куда предположительно перебралась по Каспийскому морю из северного Ирана, где холера была выявлена в мае. Из Астрахани холера распространилась вверх по течению Волги судами, везшими сельскохозяйственную продукцию в пик её сбора. В то время волжские суда сбрасывали канализационные стоки прямо в реку. Ещё в конце июля заболевание было обнаружено в Волгоградской и Саратовской областях. В августе холера была выявлена в Куйбышевской, Горьковской и Пермской областях, в каспийских портах Дагестана, Азербайджана, Казахстана и Туркменистана. За лето в Астраханской области официально было зарегистрировано 1270 заболевших, 35 из которых умерли. В Астраханской области эпидемия закончилась в октябре, к тому времени выявили 2390 заражённых холерой. В остальных регионах Поволжья и Прикаспия вспышки прекратились в августе или сентябре, количество заболевших в каждом регионе исчислялось единицами или десятками.

### Черноморский регион
В Одессе первый случай холеры был выявлен у умершего 3 августа сторожа. Следующей ночью в городе были развёрнут штаб и начались противоэпидемические мероприятия. В первые дни приехавшие на море туристы массово уезжали из города, 6 августа Одесса была закрыта на карантин, обеспечивавшийся 5 тысячами солдат. Ещё один сторож 7 августа стал первой жертвой холеры в Керчи. 10 августа Керчь, где находились 130 тысяч жителей и 30 тысяч приезжих, закрыли на карантин. Въезд в Крым для туристов был закрыт, уже находившихся на полуострове вывозили. В Крыму карантином занимались 9400 военных. Для организации пунктов обсервации были использованы суда и поезда. Попавшие на карантин приезжие, в нарушение инструкций, массово пытались покинуть затронутую зону. Случаи побегов сократились после принятия 23 августа распоряжения Совета министров СССР, где попавшим на карантин продлевали командировки и отпуска с сохранением зарплаты на время противоэпидемических мероприятий. Советские СМИ долгое время не публиковали никаких сообщений о вспышках холеры, о них начали писать только после спада заболеваемости. В сентябре карантины в Одессе и Керчи были сняты. В Одессе к 9 сентября официально было выявлено 126 заболевших, 7 из которых умерли; в Керчи к 26 сентября было обнаружено 158 случаев холеры.

## В культуре
На фоне событий Владимир Высоцкий в 1970 году написал стихотворение «Холера», в 2020 году народный артист России Григорий Лепс выпустил песню «Холера» на стихи Высоцкого. Во время эпидемии развивается сюжет фильм Валерия Тодоровского 2019 года «Одесса».